# Olympische Winterspiele 1976/Teilnehmer (Frankreich)
| Gelbes Symbol für Goldmedaillen mit stilisierten Olympischen Ringen | Graues Symbol für Silbermedaillen mit stilisierten Olympischen Ringen | Braundes Symbol für Bronzemedaillen mit stilisierten Olympischen Ringen |
| ------------------------------------------------------------------- | --------------------------------------------------------------------- | ----------------------------------------------------------------------- |
| —                                                                   | —                                                                     | 1                                                                       |

Frankreich nahm an den Olympischen Winterspielen 1976 im österreichischen Innsbruck mit einer Delegation von 35 Athleten, 29 Männer und 6 Frauen, teil.

## Flaggenträger
Die alpine Skirennläuferin Danièle Debernard trug die Tricolore, die Flagge Frankreichs, während der Eröffnungsfeier im Bergiselstadion.

## Medaillen
Mit einer gewonnenen Bronzemedaille belegte das französische Team Platz 16 im Medaillenspiegel.

### Bronze
- Ski Alpin
  - Danièle Debernard: Frauen, Riesenslalom

## Teilnehmer nach Sportarten

### Biathlon
Männer
- René Arpin
Einzel (20 km): 22. Platz – 1:22:50,92 h; 9 Fehler
Staffel (4 × 7,5 km): 7. Platz – 2:07:34,42 h; 5 Fehler
- Marius Falquy
Staffel (4 × 7,5 km): 7. Platz – 2:07:34,42 h; 5 Fehler
- Aimé Gruet-Masson
Einzel (20 km): 42. Platz – 1:27:35,81 h; 9 Fehler
- Yvon Mougel
Staffel (4 × 7,5 km): 7. Platz – 2:07:34,42 h; 5 Fehler
- Jean-Claude Viry
Einzel (20 km): 33. Platz – 1:25:09,51 h; 7 Fehler
Staffel (4 × 7,5 km): 7. Platz – 2:07:34,42 h; 5 Fehler

### Bob
Zweierbob
- Gérard Christaud-Pipola/Michel Lemarchand (FRA I)
15. Platz – 3:51,02 min
- Serge Hissung/Alain Roy (FRAG II)
13. Platz – 3:50,54 min

Viererbob
- André Belle/Gérard Christaud-Pipola/Serge Hissung/Alain Roy
10. Platz – 3:44,90 min

### Eiskunstlauf
Männer
- Jean-Christophe Simond
15. Platz

### Eisschnelllauf
Männer
- Emmanuel Michon
500 m: 19. Platz – 40,91 s
1000 m: 17. Platz – 1:22,99 min
- Richard Tourne
1000 m: 27. Platz – 1:26,75 min
1500 m: 20. Platz – 2:06,43 min

### Rodeln
Frauen
- Marie-Thérèse Bonnet
17. Platz – 2:59,810 min

### Ski Alpin
Frauen
- Danièle Debernard
Abfahrt: 5. Platz – 1:48,48 min
Riesenslalom:  – 1:29,95 min
Slalom: 4. Platz – 1:32,24 min
- Patricia Emonet
Riesenslalom: 11. Platz – 1:31,21 min
Slalom: DNF
- Michèle Jacot
Abfahrt: 17. Platz – 1:49,98 min
Riesenslalom: 13. Platz – 1:31,44 min
Slalom: DNF
- Jacqueline Rouvier
Abfahrt: 6. Platz – 1:48,58 min
Riesenslalom: 10. Platz – 1:30,79 min
- Fabienne Serrat
Abfahrt: 21. Platz – 1:51,34 min
Slalom: DNF

Männer
- Philippe Barroso
Riesenslalom: 25. Platz – 3:38,49 min
- Gérard Bonnevie
Slalom: DNF
- Philippe Hardy
Riesenslalom: 27. Platz – 3:40,43 min
Slalom: DNF
- Alain Navillod
Riesenslalom: 15. Platz – 3:34,33 min
- Patrice Pellat-Finet
Abfahrt: 16. Platz – 1:48,34 min
- Claude Perrot
Riesenslalom: 29. Platz – 3:42,84 min
Slalom: DNF
- Roland Roche
Slalom: 15. Platz – 2:10,31 min

### Ski Nordisch

#### Langlauf
Männer
- Yves Blondeau
30 km: 43. Platz – 1:38:20,86 h
4 × 10 km Staffel: 11. Platz – 2:13:05,26 h
- Daniel Drezet
15 km: 51. Platz – 48:56,97 min
4 × 10 km Staffel: 11. Platz – 2:13:05,26 h
- Roland Jeannerod
15 km: 61. Platz – 50:18,27 min
50 km: DNF
- Jean-Paul Pierrat
15 km: 18. Platz – 46:35,64 min
50 km: 11. Platz – 2:44:03,31 h
4 × 10 km Staffel: 11. Platz – 2:13:05,26 h
- Pierre Salvi
30 km: 54. Platz – 1:41:06,69 h
50 km: DNF
- Michel Thierry
30 km: 61. Platz – 1:44:25,33 h
- Jean-Paul Vandel
30 km: 37. Platz – 1:37:11,67 h
50 km: 29. Platz – 2:47:45,20 h
4 × 10 km Staffel: 11. Platz – 2:13:05,26 h
- Gérard Verguet
15 km: 62. Platz – 50:29,28 min

#### Nordische Kombination
- Jacques Gaillard
Einzel (Normalschanze/15 km): 25. Platz

## Weblink
- Französische Olympiamannschaft 1976 in der Datenbank von Sports-Reference (englisch; archiviert vom Original)